# Csárdás (Monti)

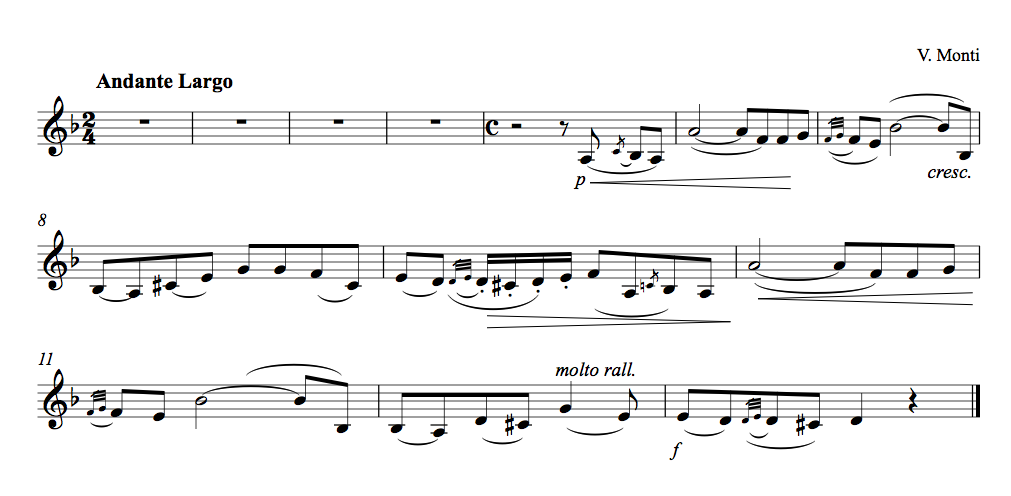
Hình 1: 13 nhịp đầu ở "Csárdás" của Monti

Csárdás (Monti) là tên một bản nhạc không lời của nhạc sĩ người Ý Vittorio Monti dựa trên điệu nhảy Csárdás.
Điệu nhảy Csárdás (thường viết theo tiếng Anh: czardas, phiên âm IPA: /ˈʧɑːdæʃ/, phiên âm tiếng Việt: Trăc-đat) là tên một điệu nhảy dân gian Hung-ga-ry bắt nguồn từ các cuộc vui chơi giải trí của quân đội và dân chúng quanh vùng, có từ thế kỉ XVIII. Đây là một điệu nhảy tập thể theo nhạc (thường là vĩ cầm, măng-đô-lin), gồm nhiều cặp nam nữ, ít đổi cặp khi nhảy, tính chất nổi bật là vui vẻ, tốc độ nhảy ban đầu thường chậm và nhẹ nhàng rồi tăng nhanh, nữ quay vòng. Hiện phổ biến không chỉ ở Hung-ga-ry, mà còn ở các vùng lân cận như Serbia, Slovakia, Croatia, Ukraina, Nga, Ba Lan v.v.
Nhiều nhà soạn nhạc đã lấy điệu nhảy này làm chủ đề, sáng tác ra nhiều tác phẩm khác nhau, nhưng cùng mang tên czardas, như Franz Liszt (ba tác phẩm), Tchaikovsky (một tác phẩm dưới tên "Vũ điệu Hung-ga-ry", trong Hồ Thiên nga, Op 20A), Johannes Brahms, Johann Strauss II, v.v. Bởi thế, để phân biệt ngắn gọn, người ta thường gọi tác phẩm với tên gọi này của Vittorio Monti là Trăc-đat Môn-ti (Csárdás Monti) hoặc Monti czardas.
Csárdás (Monti) được đánh giá là nhạc phẩm nổi tiếng nhất thế giới về chủ đề này cho đến nay.

## Cấu trúc
- Nguyên bản tác phẩm

Nguyên bản tác phẩm do Vittorio Monti sáng tác cho vĩ cầm độc tấu (violin solo) có phần đệm của dương cầm, sau đó cũng có bản cho đàn măng-đô-lin. Sau đó tác phẩm được các nhạc sĩ và nghệ sĩ chuyển thể cho rất nhiều loại nhạc cụ khác và cho cả dàn nhạc có biên chế giao hưởng.
- Phân đoạn nguyên bản

Nếu không kể các nhịp dạo đầu của dương cầm và một nhịp lấy đà, thì bản nhạc gồm 132 nhịp (bars), kéo dài khoảng 4 phút đến 4 phút rưỡi (tùy nghệ sĩ biểu diễn). Phần đầu ở nhịp 4/4 (C) sau chuyển sang nhịp 2/4 rồi ngược lại, phần đầu ở giọng Rê thứ sau chuyển sang Rê trưởng rồi ngược lại và kết thúc ở nhịp 2/4 giọng Rê trưởng.
Có thể chia tác phẩm thành bốn phần, gồm tất cả bảy đoạn.
I) Phần đầu ở giọng Rê thứ (D minor), gồm 2 đoạn với số chỉ nhịp C (4/4).
1. Đoạn 1 là một mô-tip (Mô típ bốn nhịp (từ nhịp lấy đà - nhịp số 0 đến nhịp số 4 ở hình 2 sau đây) nhắc lại một lần (đến nhịp số 8), diễn ra với tốc độ chậm, tiết tấu dãn khá tự do (Andante - Largo), âm sắc trầm, giai điệu ngân nga, nhẹ nhàng, du dương như lời thủ thỉ của ai đó (hình 2: nhịp 0 - 8).
2. Đoạn 2 có 8 nhịp (đánh số từ 9 – 16 trong hình 2), gồm một mô-tip khác được lặp lại 1 lần, tốc độ không đổi, nhưng giai điệu vút cao, nghe cởi mở. Cả đoạn này được lặp lại một lần (hình 2: nhịp 9 - 16).

II) Phần hai vẫn ở giọng Rê thứ, nhưng chuyển hẳn sang nhịp 2/4, diễn ra với tốc độ nhanh và hoạt hơn hẳn (Allegro vivo) gồm 2 đoạn.
1. Đoạn 3 khác hẳn phần I trên ở tốc độ và âm sắc: chuyển sang nhịp 2/4, đồng thời tốc độ chuyển sang chơi rất nhanh, sinh động (allegretto vivace), âm sắc cao, tiếng đàn sắc (do dùng kĩ thuật staccato) gây cảm xúc vui vẻ, hoạt náo hơn hẳn. Đoạn này gồm 16 nhịp (hình 2: nhịp 17 - 32) được lặp lại 1 lần.
2. Đoạn 4 cũng gồm 16 nhịp được lặp lại 1 lần, mô-tip có tiết tấu tương tự như đoạn 3, nhưng giai điệu khác, nhấn mạnh hơn cảm xúc vui vẻ, hoạt náo, sống động cho người nghe, như mô tả động tác quay vòng của nữ trong điệu nhảy này.

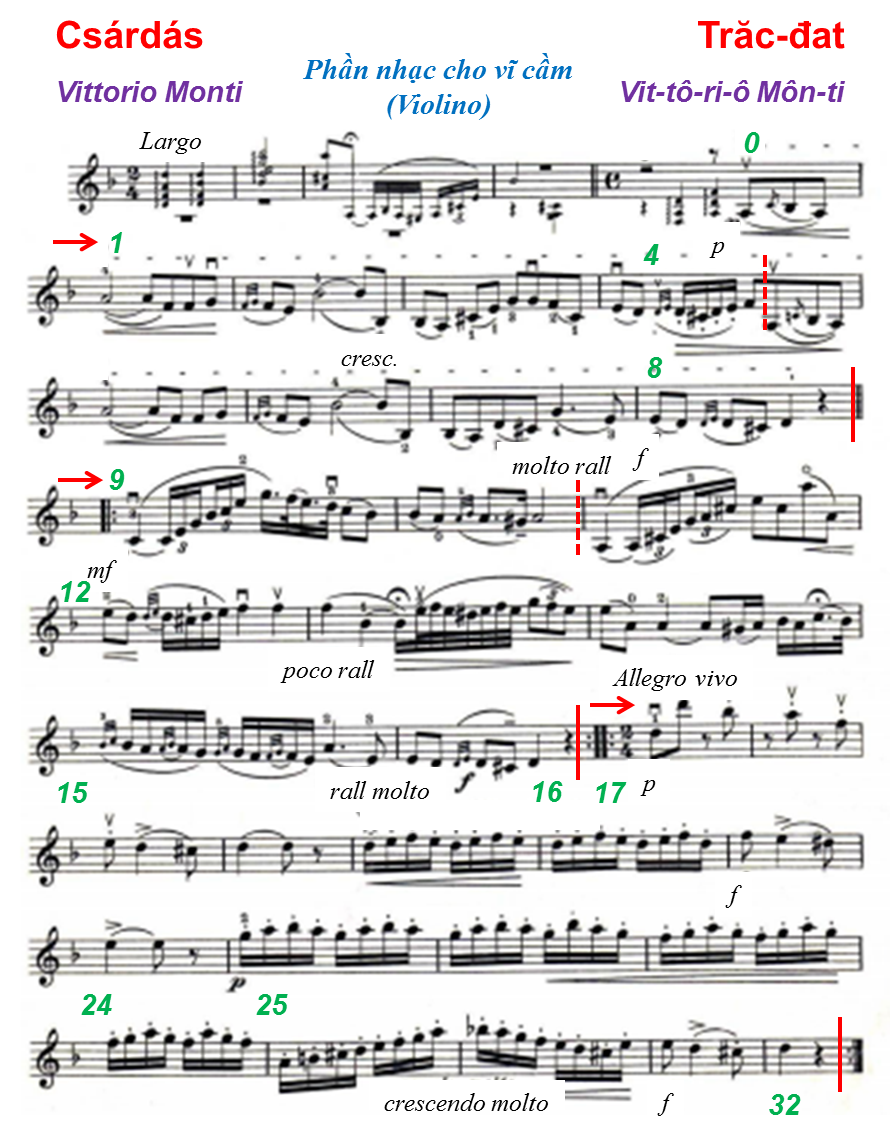
Hình 2: 32 nhịp đầu ở Trăc-đat của Môn-ti.

III) Phần III gồm một đoạn (đoạn 5) giai điệu chuyển sang giọng rê trưởng (D major), tốc độ chậm hẳn lại (molto meno) nhưng cường độ mạnh hẳn lên, tiếng đàn dõng dạc, gồm 16 nhịp nhưng chỉ có 1 mô-tip, nghe khoáng đạt, sảng khoái. Cuối phần này (meno, quasi lento) vẫn mô-tip đó nhưng chậm hơn nữa, tiếng đàn cao vút và nhẹ nhàng như tiếng hứa hện của ai đó văng vẳng từ xa vọng về.
IV) Phần cuối gồm hai đoạn
1. Đoạn 6 chuyển về rê thứ, theo mô-tip của đoạn 3 và 4, nhưng giai điệu khác. Tốc độ nhanh dần đến tối đa, khắc sâu vào tâm trí người nghe cảm xúc hoạt náo, sống động.
2. Đoạn 7 chuyển sang Rê trưởng (D major), bớt nhanh (allegretto), cường độ mạnh, âm sắc rõ, nhắc lại một lần, kết thúc ở Rê trưởng, cho cảm giác hoành tráng.

## Vai trò
Tác phẩm đã được sử dụng nhiều trong đời sống văn hóa và nghệ thuật của nhiều nước.

### Trong văn hóa đại chúng
Ở Anh, Mĩ tác phẩm này dùng làm nhạc giới thiệu hoặc nhạc nền, như:
Viện dữ liệu phim Anh quốc cho biết có một trường đoạn ở cuốn phim DeForest Phonofilm của Samehtini Trio năm 1927 sử dụng tác phẩm này.
Sylvia Fine đã dùng phần Allegro vivo cho sáng tác của bà (Symphony for Unstrung Tongue).
Giai điệu tác phẩm được dùng trong bộ phim Bollywood Awaara (năm 1951).
Grace Jones đã dùng một phần giai điệu để giới thiệu cho phiên bản "Autumn Leaves" trong album năm 1978.
Bộ phim Unfaithfully Yours (1984) sử dụng giai điệu của tác phẩm.
Lady Gaga đã sử dụng phần I ở Trăc-đat Môn-ti mở đầu cho bài hát "Alejandro" của cô trong album The Fame Monster (năm 2009) v.v.

### Trong biểu diễn nhạc cụ
Tác phẩm này đã quyến rũ rất nhiều nhà soạn nhạc nổi tiếng và nghệ sĩ nổi tiếng biên soạn và biểu diễn bằng nhiều loại nhạc cụ khác nhau dưới nhiều hình thức khác nhau.
- Về độc tấu:

1. Đàn luyt (lute): Paris Perisinakis (Hy-lạp).[4]
2. Kèn co (horn): Alena Zidlicky (Pháp).[5]
3. Kèn cla-ri-net: Teplice Conservatory (Sec),[6] Han Kim (Nhật Bản).[7]
4. Đàn Ghi-ta: Robson Miguel (Brazil).[8] v.v.

Nhưng nhạc cụ biểu diễn nổi bật và hiệu quả nhất là vĩ cầm. Nhiều nghệ sĩ vĩ cầm nổi tiếng đã biểu diễn tác phẩm này, như: Tạ Bôn (Việt Nam), Niklas Walentin Jensen (Đan-mạch), David Garrett (David Christian Bongartz, Đức), Clara Cernat (Ru-ma-ni), Katica Illényi (Hung-ga-ry), Alena Vasilyeva (Алена Васильева, Nga), Zoltán Mága (Hung-ga-ry), Jennifer Jeon (Hàn Quốc), Kim Joo-young (Hàn Quốc 김주영) v.v. hầu hết họ là nghệ sĩ vĩ cầm hàng đầu thế giới hiện nay.
- Về hòa tấu và dàn nhạc

1. Song tấu (duo), tam tấu (trio), tứ tấu (quatro) bản nhạc này cũng có nhiều, chẳng hạn song tấu vĩ cầm cùng dàn nhạc do Yu-ri Mê-đia-nic (Юрий Медяник) và nữ nghệ sĩ vĩ cầm Triều Tiên biểu diễn cùng dàn nhạc hai nước.[17]
2. Phong cầm cùng dàn nhạc: Ksenija Sidorova (Latvia).[18]
3. Dàn nhạc điện ảnh Nga.[19]
4. Dàn nhạc không quân Hoa Kỳ (United States Air Force Band).[20]
5. Song tấu vĩ cầm và măng-đô-lin cùng dàn nhạc Hồng quân Nga.[21]

- Về giảng dạy:

Nhiều cơ sở đào tạo người chơi vĩ cầm coi tác phẩm là bắt buộc đối với người học chơi vĩ cầm chuyên nghiệp. Việc biểu diễn thành công tác phẩm này là đánh giá cao về trình độ hiểu biết âm nhạc, kĩ năng biểu diễn của nghệ sĩ vĩ cầm. Tuy nhiên, cũng có nhà sư phạm âm nhạc tổ chức phổ biến kĩ năng vĩ cầm để chơi bản nhạc này hoàn toàn miễn phí trên mạng, như ở "Violin Lesson - How to play Monti's Czardas".
- Trong phát hành

Tác phẩm đã được các nhà xuất bản, hãng ghi âm phát hành số lượng lớn các bản in nhạc phẩm, đĩa nhạc ghi âm biểu diễn, video biểu diễn.
Trăc-đat Môn-ti (czardas Monti) là một nhạc phẩm không lời cho nhạc cụ độc tấu, hoà tấu hay dàn nhạc biểu diễn. Đây là một bản nhạc được nhiều người ưa thích, có vị trí đáng kể trong đời sống văn hoá của nhiều nước trên thế giới.